# Phare de Port Austin

Le phare de Port Austin (en anglais : Port Austin Light), est un phare de la rive ouest du lac Huron, situé au large de Port Austin à l'entrée sud de la baie de Saginaw dans le Comté de Huron, Michigan.
Ce phare est inscrit au Registre national des lieux historiques depuis le 15 septembre 2011 sous le n° 11000666 .

## Historique
Le phare, situé à 4 km au nord du port, a été allumé pour la première fois en 1878 et sa jetée a été modifiée en 1899. Il est toujours opérationnel et automatisé depuis 1953. Il avait à l'origine une lentille de Fresnel de quatrième ordre par Henry Lepaute de Paris et installé en 1899. En 1985, la lentille a été remplacée par une optique acrylique Tideland Signal de 300 mm alimentée par l'énergie solaire de 12 volts, ce qui a éliminé la nécessité de maintenir le câble sous-marin d'alimentation.

### Statut et activités actuels
En 1990, des bénévoles de la Port Austin Reef Light Association  ont pu évincer une colonie de mouettes qui avaient pris le contrôle de la structure. Les efforts de restauration se poursuivent. La terrasse a été recouverte de bardeaux en métal galvanisé et peinte dans le rouge vif qui est historiquement exact. Des garde-corps ont été fixés à l'échelle d'accès et des chaînes de sécurité bordant le pont ont été remplacées. Une nouvelle cheminée en brique et 18 nouvelles fenêtres ont également été installées. En 1990, la licence de l'association pour rénover la structure a été prolongée jusqu'en 2020.
La structure n'est pas ouverte pour les visites. Son accès est un voyage long et difficile, qui est toujours gêné par le récif, et souvent par le brouillard.

## Description
Le phare  est une tour carrée en brique, avec galerie et lanterne, de 20 m de haut, attachée à une maison de gardien qui est montée sur une jetée. Le bâtiment est non peint en blanc et la lanterne est noire et le toit de la maison est rouge.
Il émet, à une hauteur focale de 23 m, un bref flash blanc de 0.6 secondes par période de 6 secondes. Sa portée est de 7 milles nautiques (environ 13 km).

## Caractéristiques dufeu maritime
Fréquence : 6 secondes (W)
- Lumière : 0.6 seconde
- Obscurité : 5.4 secondes

Identifiant : ARLHS : USA-648 ; USCG :  7-10275 .

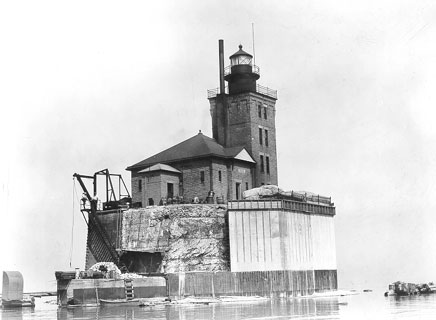
Le phare (photo USCG)
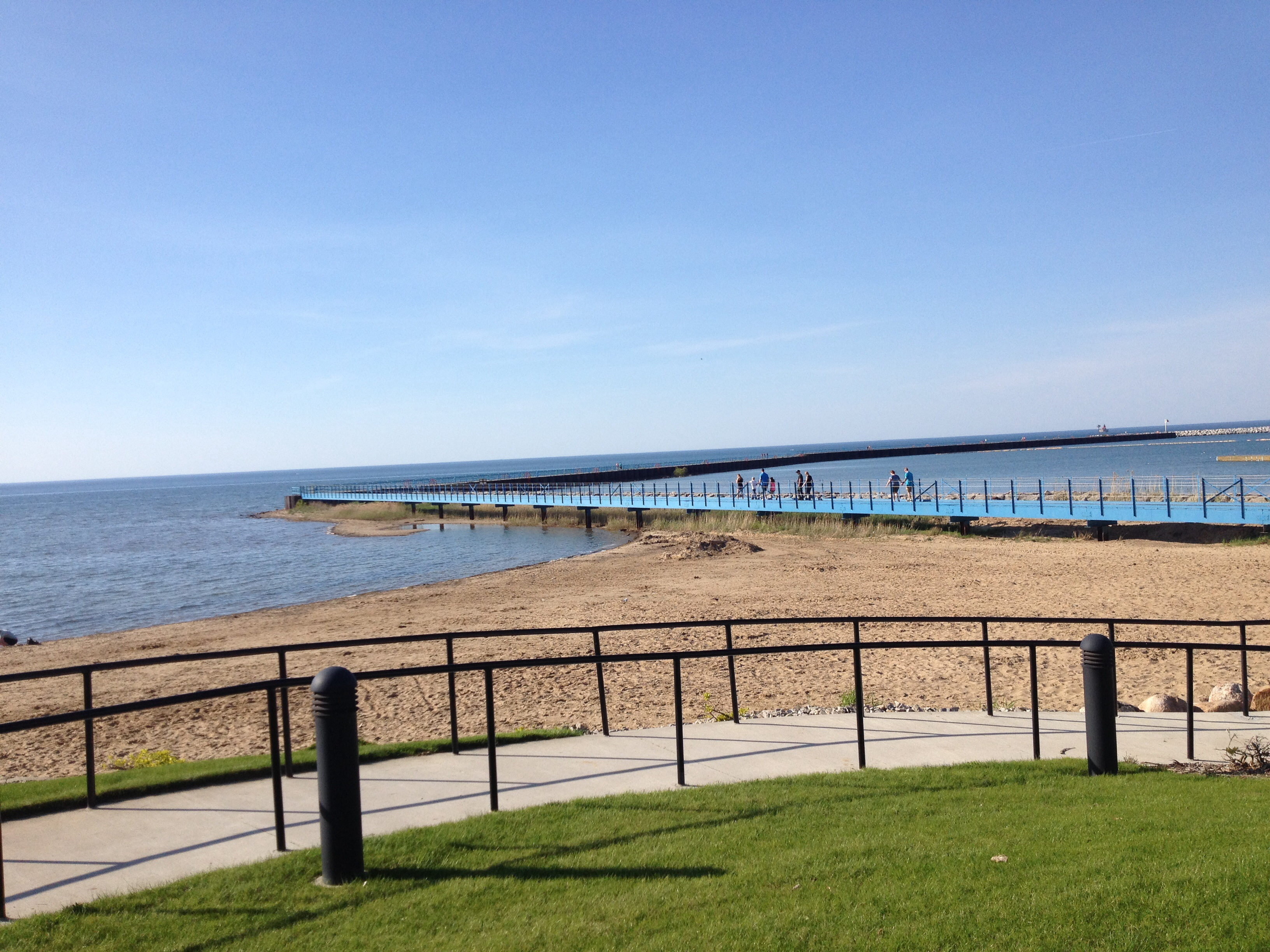
Port Austin

### Lien connexe
- Liste des phares au Michigan